# Y Canum Venaticorum
Désignations
Y Canum Venaticorum (Y CVn), également connue sous son nom traditionnel de La Superba, est une étoile variable semi-régulière carbonée qui culmine à une magnitude apparente de +4,86 et qui peut diminuer jusqu'à la magnitude +7,32 avec un cycle de 160 jours. C'est une étoile qui frappe par sa couleur rouge particulièrement prononcée.

## Histoire
L'astronome italien Angelo Secchi, impressionné par sa beauté, lui donna au cours du XIXe le nom traditionnel qu'elle porte aujourd'hui. Elle appartient à la constellation des Chiens de chasse.

## Propriétés

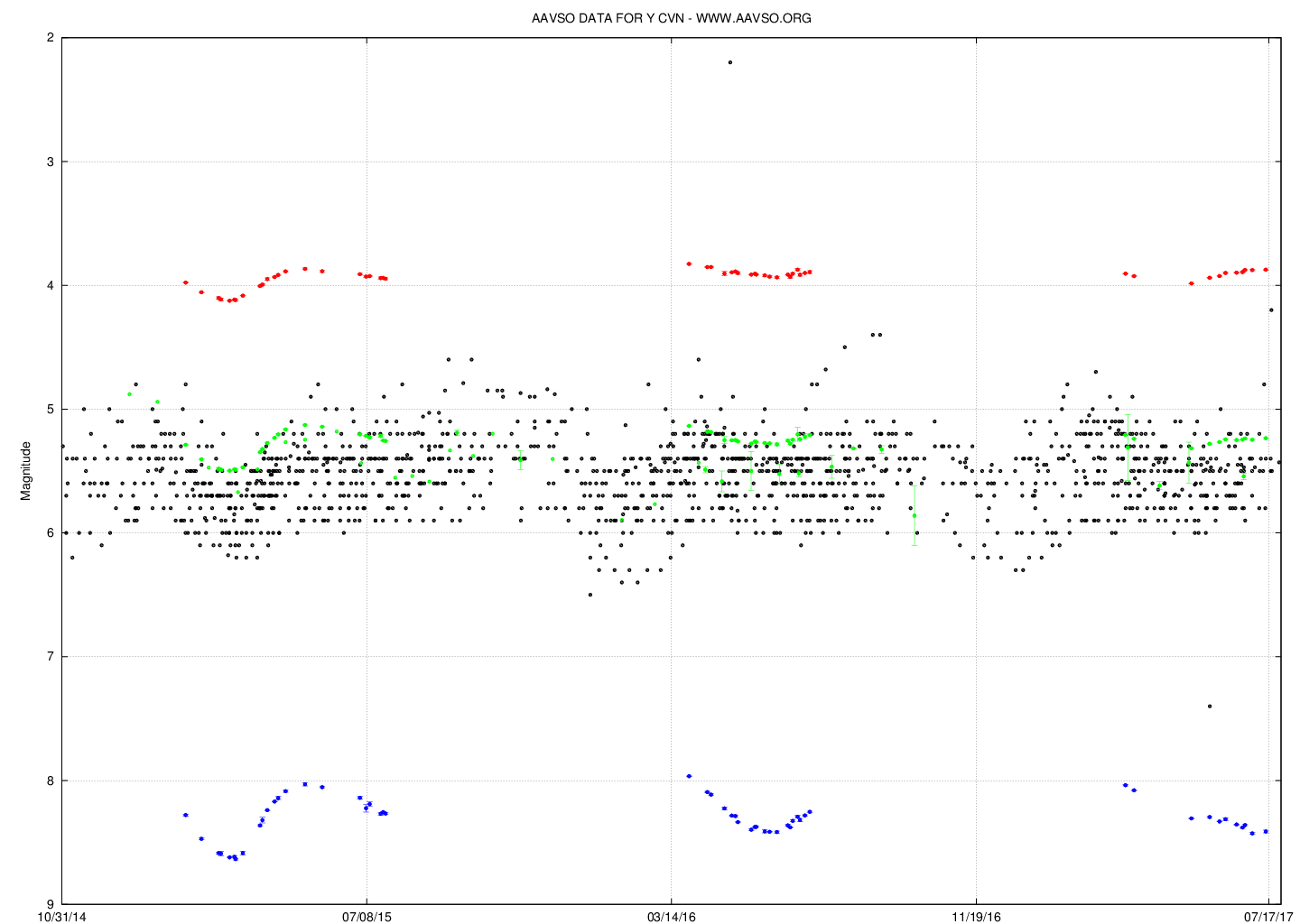
Courbe de lumière de Y Canum Venaticorum, tracée à partir des données de l'AAVSO, et incluant des données en bandes visuelle, R, G et B.

La Superba est une étoile de la branche asymptotique des géantes (AGB) qui arrive en fin de vie. Dans les étoiles AGB, les produits de la fusion nucléaire sont déplacés du cœur vers la surface par une convection profonde et marquée connue comme un dredge-up, puis sont éjectés par le vent solaire. Ce processus créé une grande abondance de carbone dans son atmosphère externe où le monoxyde de carbone (CO) et d'autres molécules sont formées. Ces molécules ont tendance à absorber certaines radiations à des longueurs d'onde plus courtes, ce qui prive encore plus le spectre de ses composantes bleue et violette comparé aux géantes ordinaires — d'où sa couleur rouge intense.
On suppose que sa température atteint 2 800 K, ce qui en fait l'une des « véritables » étoiles les plus froides connues. Elle n'est pourtant pas visible à l'œil nu, puisque la plupart de son spectre se trouve en dehors de la lumière visible. Son rayon est d'à peu près 2 UA. La Superba pourrait éjecter sa couche externe en formant une nébuleuse planétaire, après quoi il ne restera que son cœur exposé sous la forme d'une naine blanche.